# Winlock (Washington)
Winlock je grad u američkoj saveznoj državi Washington. Prema popisu stanovništva iz 2010. u njemu je živjelo 1.339 stanovnika.